# گزای دوم
گزای دوم (به مجاری: II. Géza)(زادهٔ ۱۱۳۰- مرگ ۳۱ مه ۱۱۶۲) پادشاه مجارستان، کرواسی و دالماسی بود.

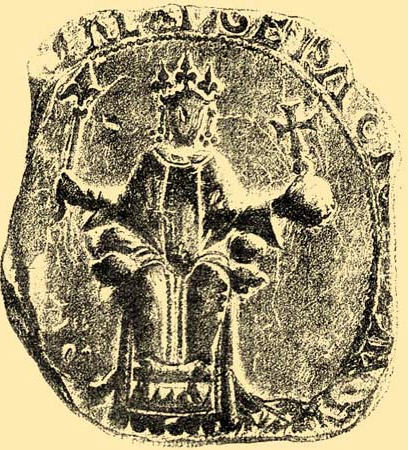
سکهٔ گزای دوم

گزای دوم پسر بلای دوم بود. او در خردسالی به پادشاهی رسید و تا زمان رسیدنش به سن قانونی، مادر و داییش زمام امور را در دست داشتند. گزای دوم یکی از نیرومندترین پادشاهان مجارستان بود.
روابط مجارستان در زمان او با امپراتوری روم شرقی تیره بود. گزا پشتیبان شورش آندرونیکوس یکم بر مانوئل یکم بود.